# Fred C. Brannon
Fred C. Brannon (Louisiane, 26 avril 1901 - Los Angeles, Californie, 6 avril 1953) est un réalisateur américain des années 1940 et 1950.
Il a réalisé plus de 40 films entre 1945 et sa mort.

## Biographie
Fred C. Brannon a commencé sa carrière comme responsable des objets de scène chez Fox Film et a travaillé pour plusieurs sociétés de cinéma pour de petits travaux. En 1944, il passe chez Republic Pictures comme scripte, avant de passer réalisateur en 1945. Son premier film est un serial, Le Monstre écarlate (The Purple Monster Strikes, 1945) qui a été co-réalisé avec Spencer Gordon Bennet.
Son dernier film a été le serial The Jungle Drums of Africa en 1953, mais même après sa mort, certains de ses serials ont été réédités et rediffusés à la télévision sous des titres souvent modifiés. Par exemple, Le Fantôme de Zorro (1949) est remonté sous forme de film en 1959 et Commando Cody: Sky Marshal of the Universe (1955) réutilise des images de King of the Rocket Men (1949).

## Filmographie

### Cinéma
- 1945 : Le Monstre écarlate (The Purple Monster Strikes)
- 1946 : Le Cavalier fantôme (The Phantom Rider)
- 1946 : Police spéciale (King of the Forest Rangers)
- 1946 : Les Descendants de Don X (Daughter of Don Q)
- 1946 : Le Spectre rouge (The Crimson Ghost)
- 1947 : Le Fils de Zorro (Son of Zorro)
- 1947 : Le Retour de Jesse le bandit (Jesse James Rides Again)
- 1947 : L'Araignée noire (The Black Widow)
- 1948 : G-Men Never Forget
- 1948 : Police canadienne (Dangers of the Canadian Mounted)
- 1948 : Adventures of Frank and Jesse James
- 1949 : Le Trésor des pharaons (Federal Agents vs. Underworld, Inc.)
- 1949 : Le Fantôme de Zorro (Ghost of Zorro)
- 1949 : Frontier Investigator
- 1949 : King of the Rocket Men
- 1949 : Bandit King of Texas
- 1949 : The James Brothers of Missouri
- 1949 : Radar Patrol vs. Spy King
- 1950 : Gunmen of Abilene
- 1950 : Code of the Silver Sage
- 1950 : Salt Lake Raiders
- 1950 : The Invisible Monster
- 1950 : Desperadoes of the West
- 1950 : Vigilante Hideout
- 1950 : Rustlers on Horseback
- 1950 : Flying Disc Man from Mars
- 1951 : Arizona Manhunt
- 1951 : Lost Planet Airmen
- 1951 : Government Agents vs Phantom Legion
- 1951 : Zorro le diable noir (Don Daredevil Rides Again)
- 1951 : Night Riders of Montana
- 1951 : Rough Riders of Durango
- 1952 : Radar Men from the Moon (3 chapitres du serial[2])
- 1952 : Captive of Billy the Kid
- 1952 : Wild Horse Ambush
- 1952 : Zombies of the Stratosphere
- 1953 : Tam-tam dans la jungle (The Jungle Drums of Africa)
- 1958 : Missile Monsters

Affiches des serials de Fred C. Brannon
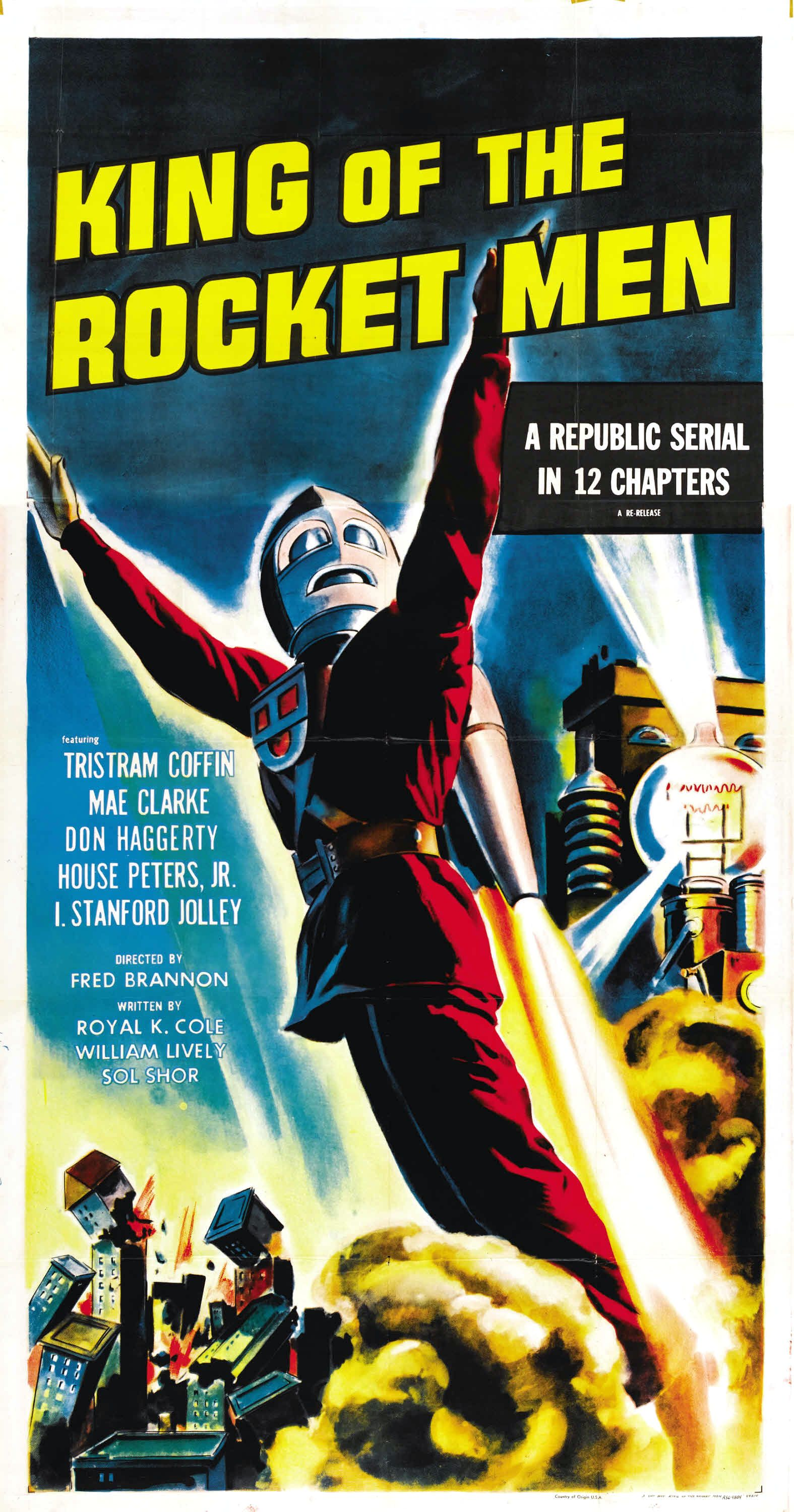
King of the Rocket Men, 1949
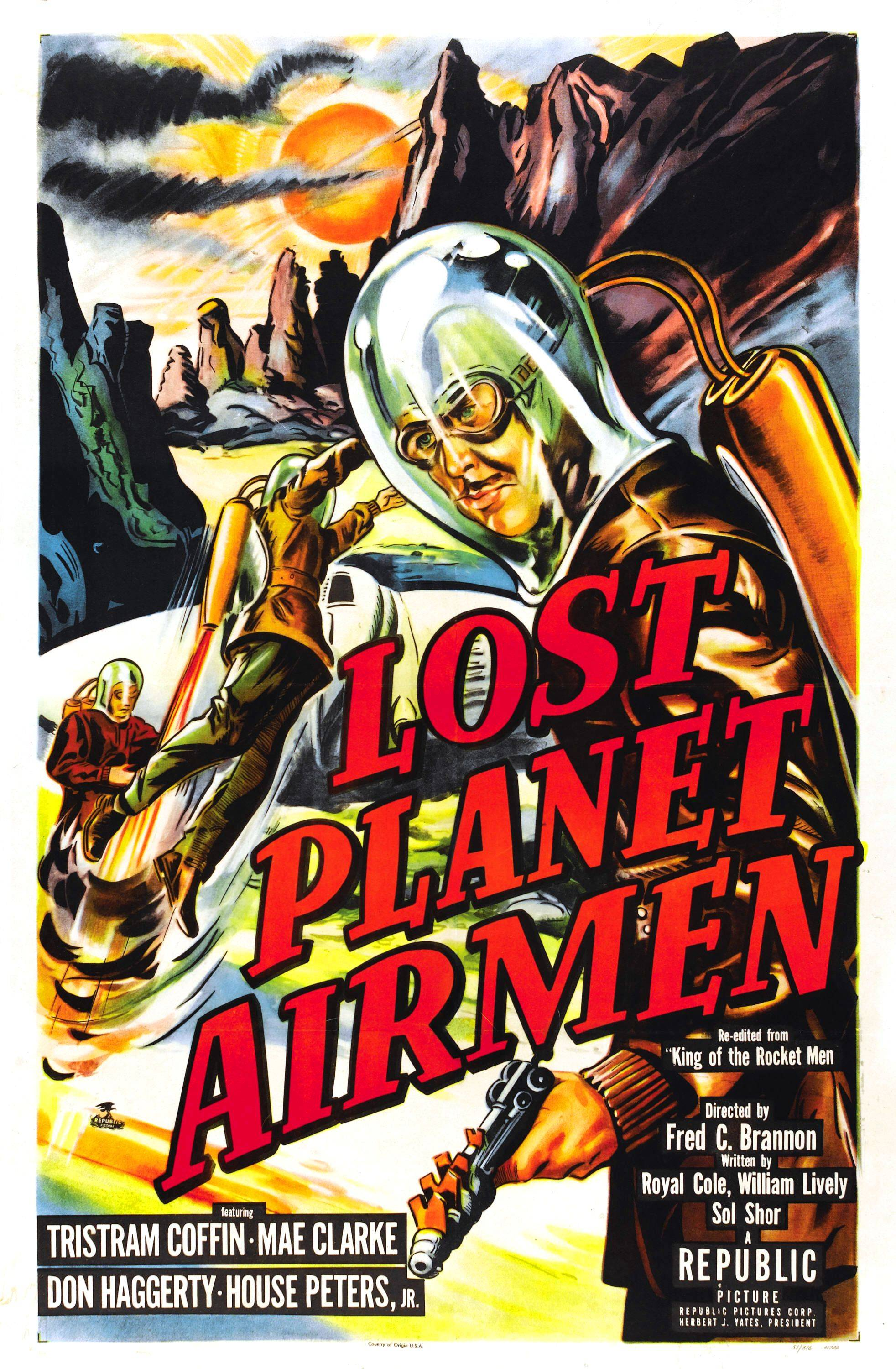
Lost Planet Airmen, 1951
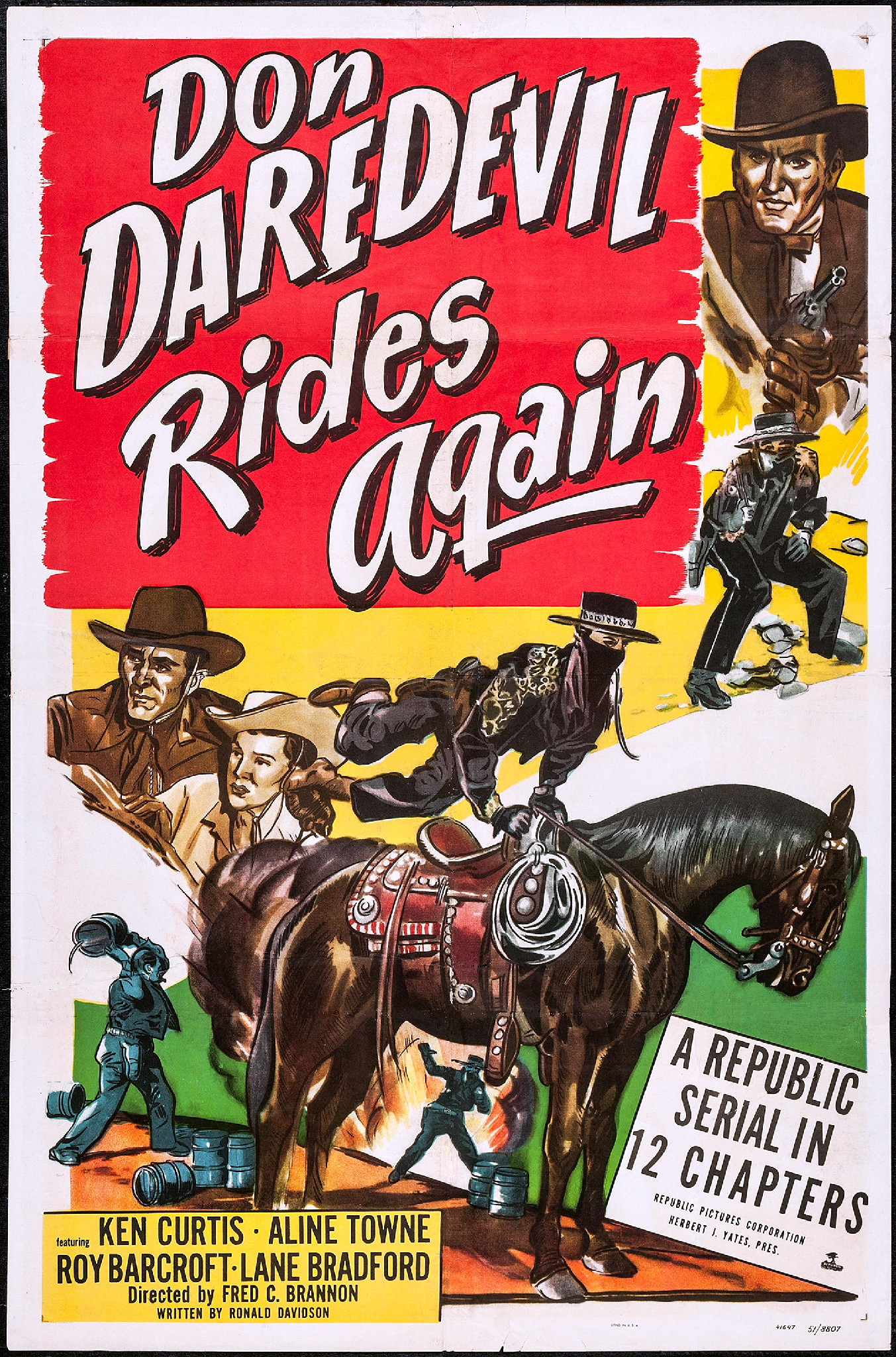
Zorro le diable noir, 1951

### Télévision

#### Séries télévisées
- 1955 : Commando de l'univers (Commando Cody: Sky Marshal of the Universe, 3 épisodes)

#### Téléfilms
- 1966 : U-238 and the Witch Doctor (reprise de The Jungle drums of Africa[3])
- 1966 : Sombra, the Spider Woman (reprise de The Black Widow[4])
- 1966 : Slaves of the Invisible Monster
- 1966 : Retik, the Moon Menace
- 1966 : Royal Canadian Mounted Police (R.C.M.P.) and the Treasure of Genghis Khan (reprise de Dangers of the Canadian Mounted[5])
- 1966 : Golden Hands of Kurigal (reprise de Federal agents vs. Underworld, Inc.[6])
- 1966 : D-Day on Mars (reprise de The Purple Monster Strikes[7])
- 1966 : Cyclotrode 'X' (reprise de The Crimson Ghost[8])
- 1966 : Code 645